# Casuarius bennetti
Il casuario di Bennett (Casuarius bennetti) è un uccello  della famiglia dei Casuaridi.

## Descrizione

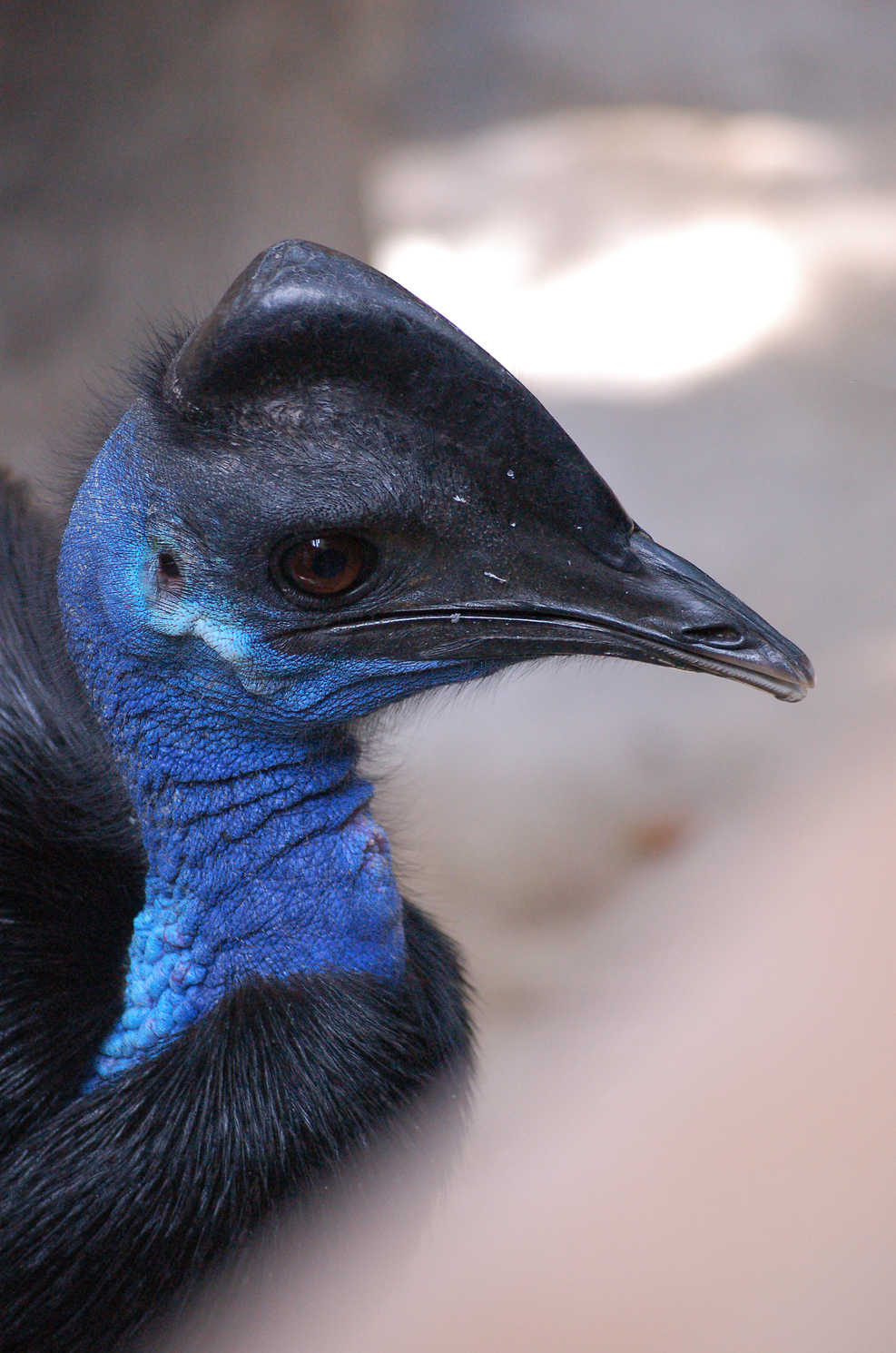
Casuarius bennetti all'Avilon Zoo nelle Filippine

È il più piccolo fra i casuari.